# Моцка
Моцка (рум. Moțca) — село у повіті Ясси в Румунії. Адміністративний центр комуни Моцка.
Село розташоване на відстані 314 км на північ від Бухареста, 74 км на захід від Ясс.

## Населення
За даними перепису населення 2002 року у селі проживали 3605 осіб.
Національний склад населення села:
| Національність | Кількість осіб | Відсоток |
| -------------- | -------------- | -------- |
| румуни         | 3248           | 90,1%    |
| цигани         | 356            | 9,9%     |

Рідною мовою назвали:
| Мова      | Кількість осіб | Відсоток |
| --------- | -------------- | -------- |
| румунська | 3442           | 95,5%    |
| циганська | 162            | 4,5%     |